# Muurvegetatie

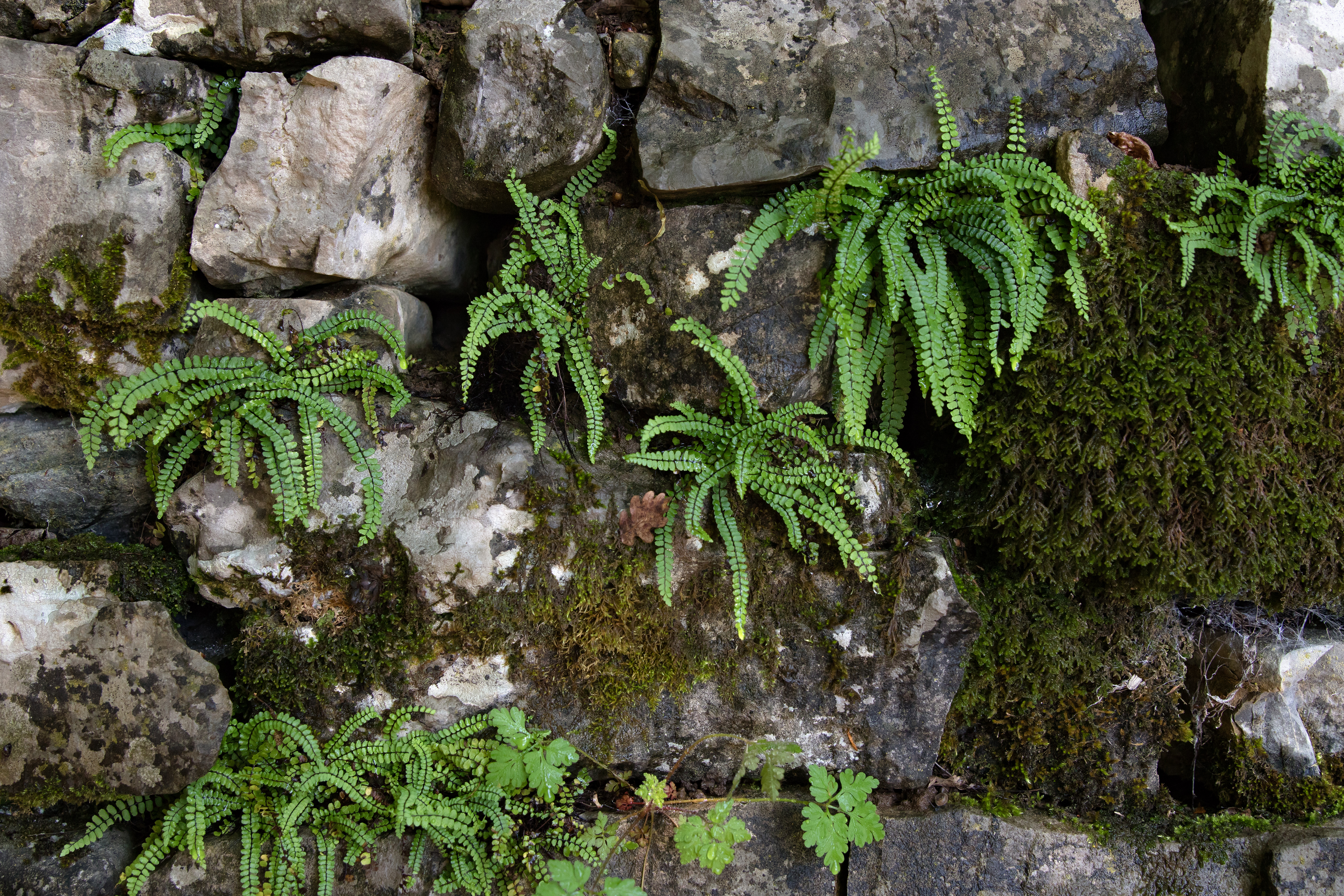
Muurvegetatie op een oude muur in Italië

Muurvegetatie is een vegetatietype dat bestaat uit planten en eventueel korstmossen en algen die zich spontaan op muren hebben gevestigd. Vaak betreft het lithofyten.
Tot de muurvegetatie behoort vegetatie die zich op een verticaal, hellend of horizontaal oppervlak van een muur vestigt. Tussen de zij- en bovenkant van muren zit ecologisch gezien een groot verschil. Dit wordt sterk weerspiegeld door de zwakke floristische verwantschap tussen muurplantengemeenschappen van de bovenkanten (zoals de klasse van pioniergraslanden op gruis- en steenbodems) en van de muurwanden (zoals de muurvaren-klasse).

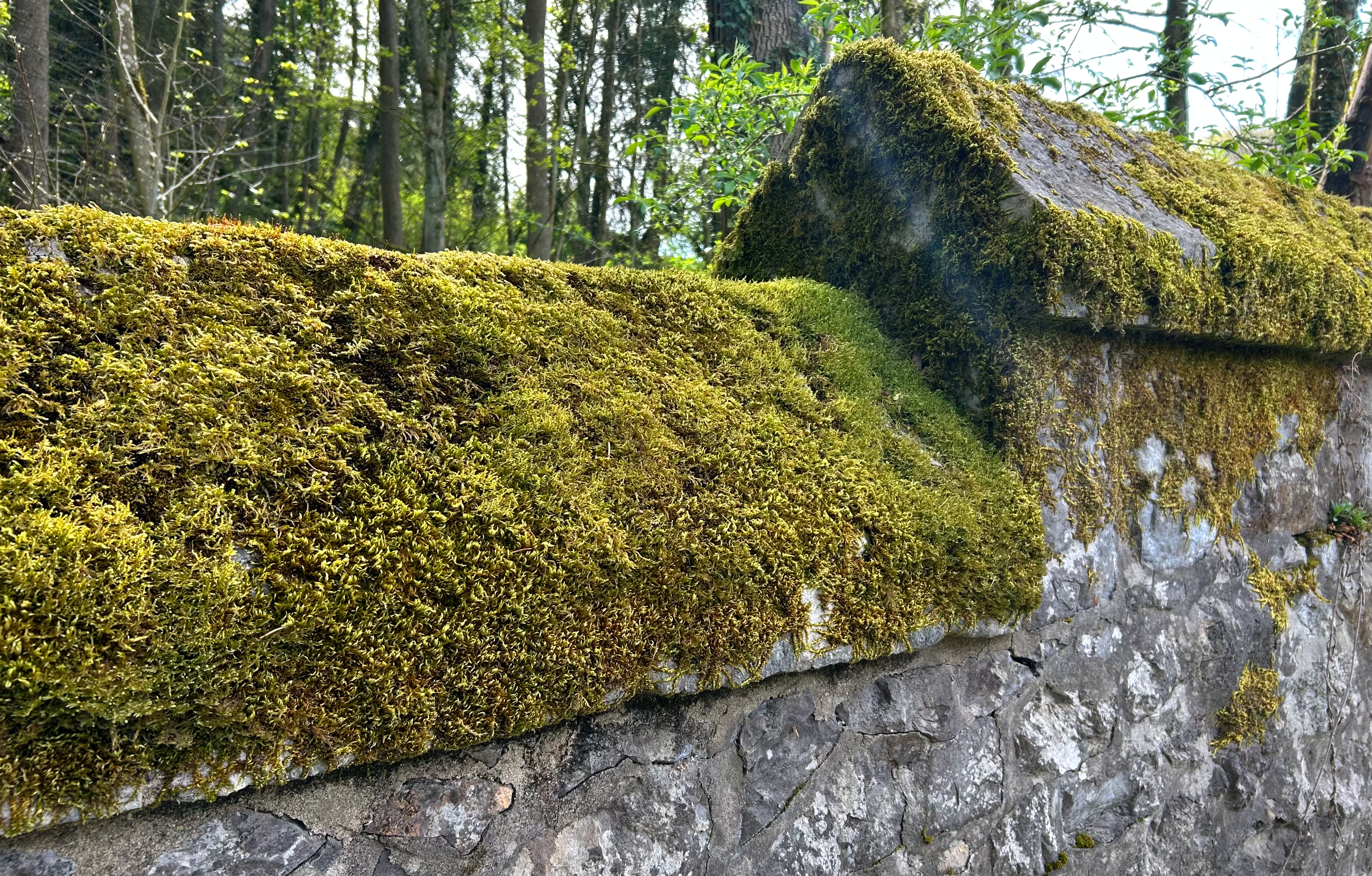
Muurvegetatie van de associatie van kringmos en geplooid palmpjesmos op de ezelsrug en muurkroon van een oude muur.

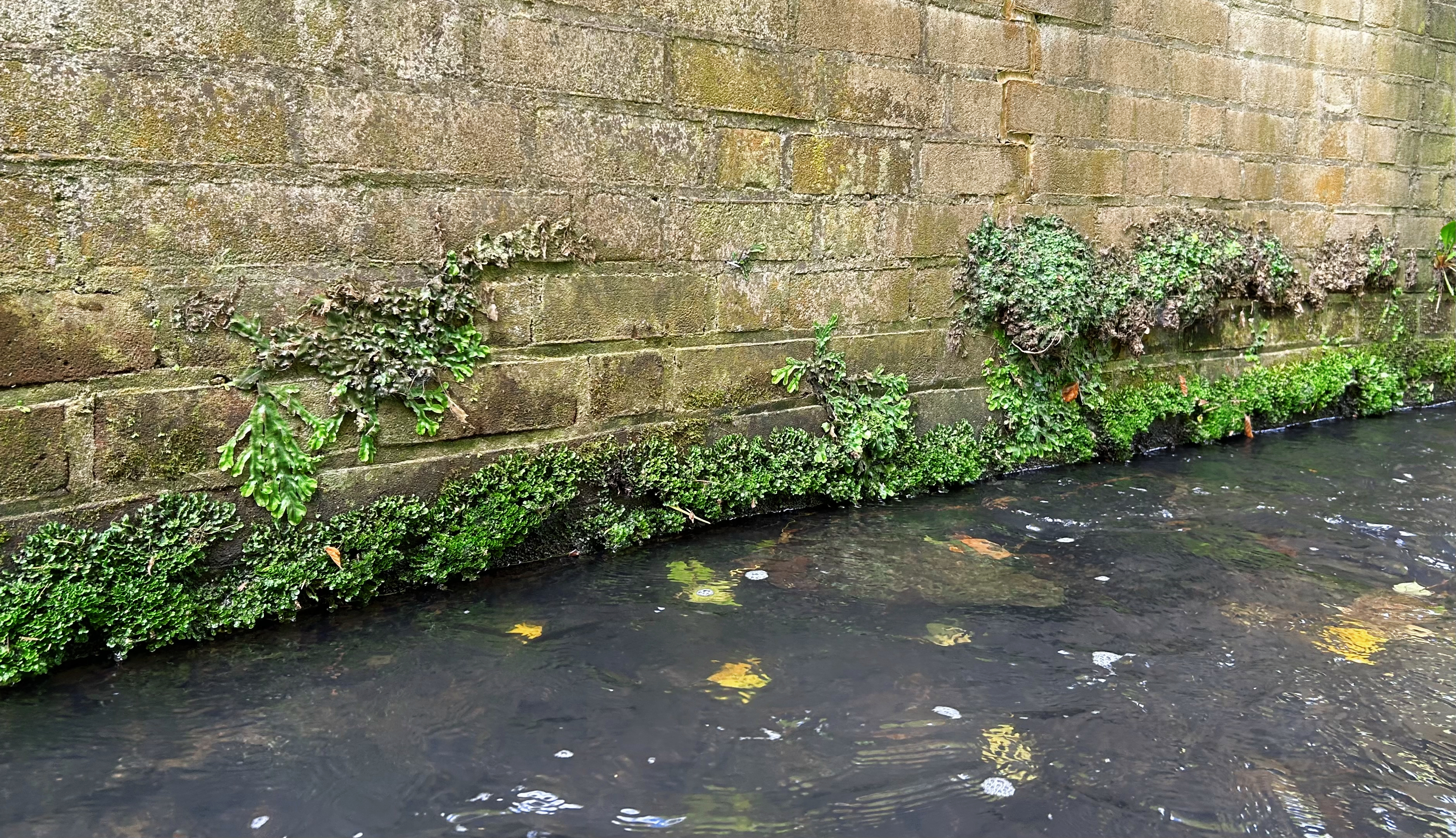
De kegelmos-associatie op een waterkerende muur.

## Maatschappelijk belang
Muurvegetatie verhoogt in het bijzonder de milieukwaliteit van bebouwde omgevingen. Zo geeft het een impuls aan de biodiversiteit doordat de vegetatie zelf al uit wilde planten- en korstmossoorten is opgebouwd, maar ook doordat deze begroeiingen belangrijke habitats vormen voor de fauna. Daarnaast draagt muurvegetatie bij aan een hogere luchtkwaliteit, die in bebouwde omgevingen vaak erg laag is. Via fotosynthese zet de vegetatie schadelijke gassen om in schone(re) zuurstof. Ook vangt het door de vegetatiestructuur fijnstof op. Voorts draagt muurvegetatie bij aan klimaatadaptatie via de verkoelende werking door de transpiratie en schaduwwerking van de vegetatie.

## Syntaxonomie
De muurvegetatie van Nederland en Vlaanderen wordt syntaxonomisch hoofdzakelijk vertegenwoordigd door de vijf klassen van min of meer uitgesproken muurvegetatietypen.
- muurvaren-klasse (Asplenietea)
- klasse van pioniergraslanden op gruis- en steenbodems (Sedo-Scleranthetea)
- klasse van (spat)watergemeenschappen (Hymenelio-Fontinalietea)
- klasse van stippelkorsten en achterlichtmossen (Verrucario-Schistidietea)
- klasse van bisschopsmutsen en landkaartmossen (Racomitrio-Rhizocarpetea)
- poederkorst-klasse (Chrysotrichetea chlorinae)

## Biologische Waarderingskaart
In de Biologische Waarderingskaart (BWK) van Vlaanderen en het Brussels Hoofdstedelijk Gewest is dit vegetatietype opgenomen onder de karteercode 'km'.

## Fotogalerij

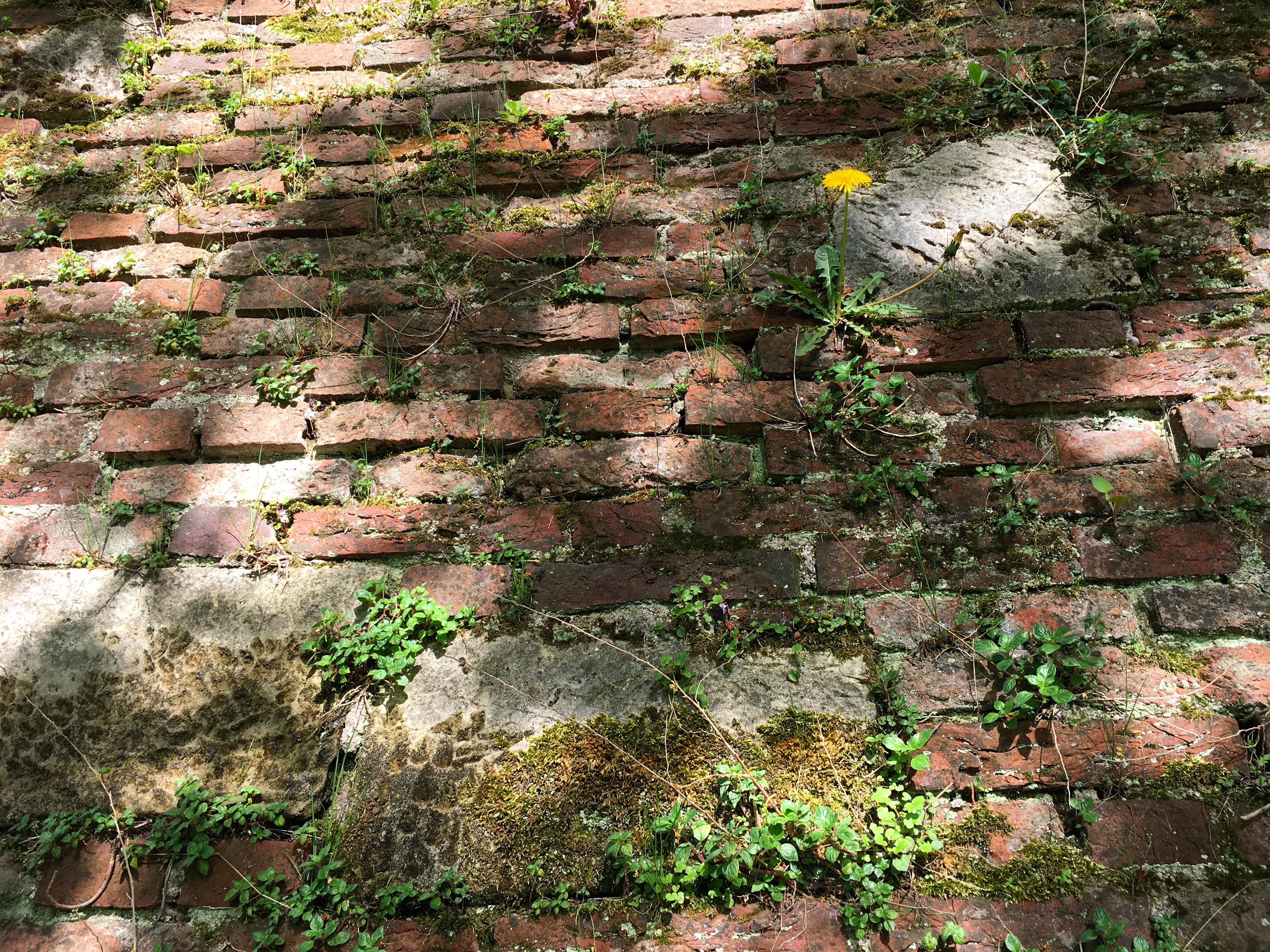
Associatie van klein glaskruid (Asplenio-Parietarietum)
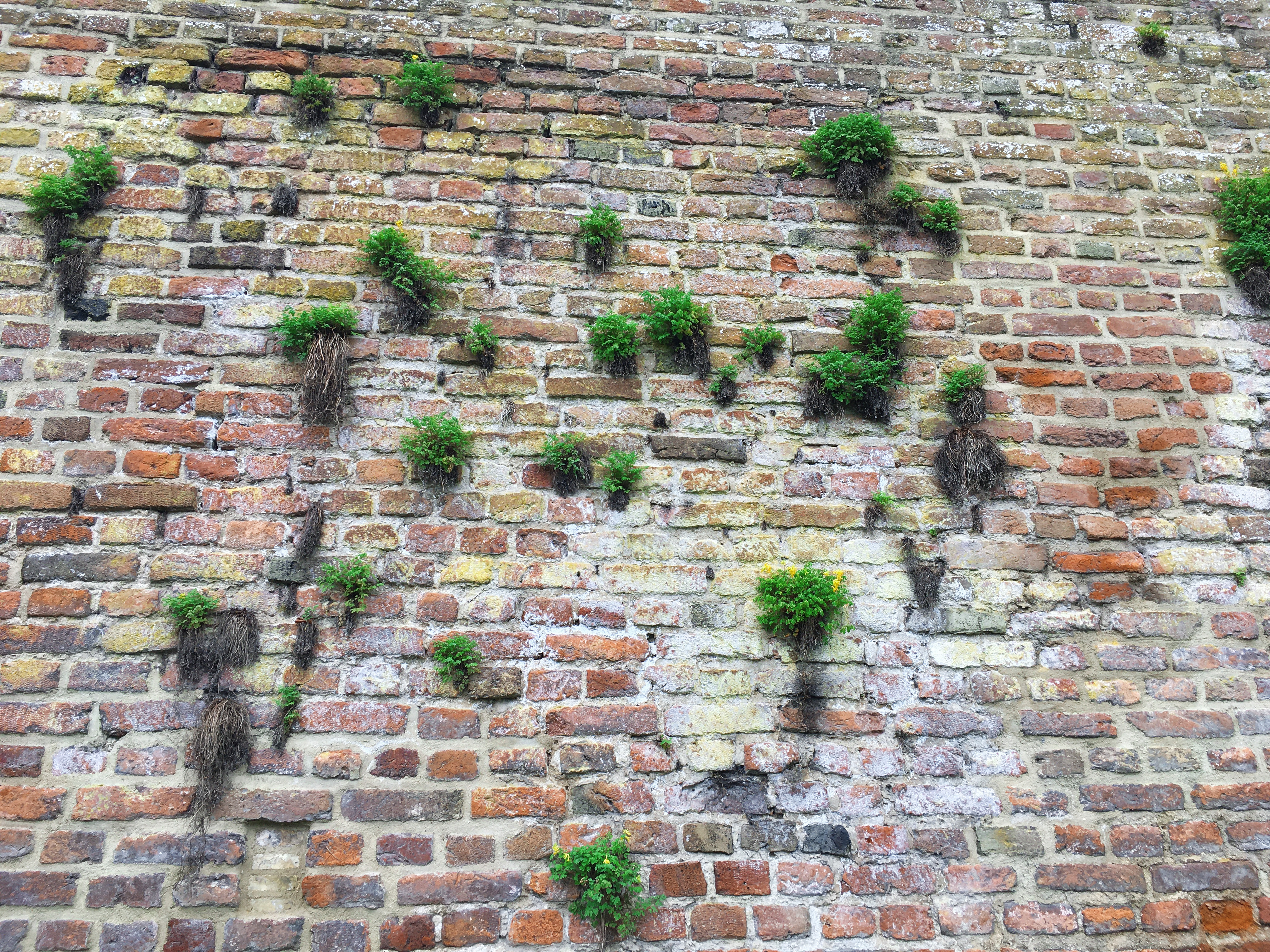
Muurvegetatie met de rompgemeenschap van gele helmbloem
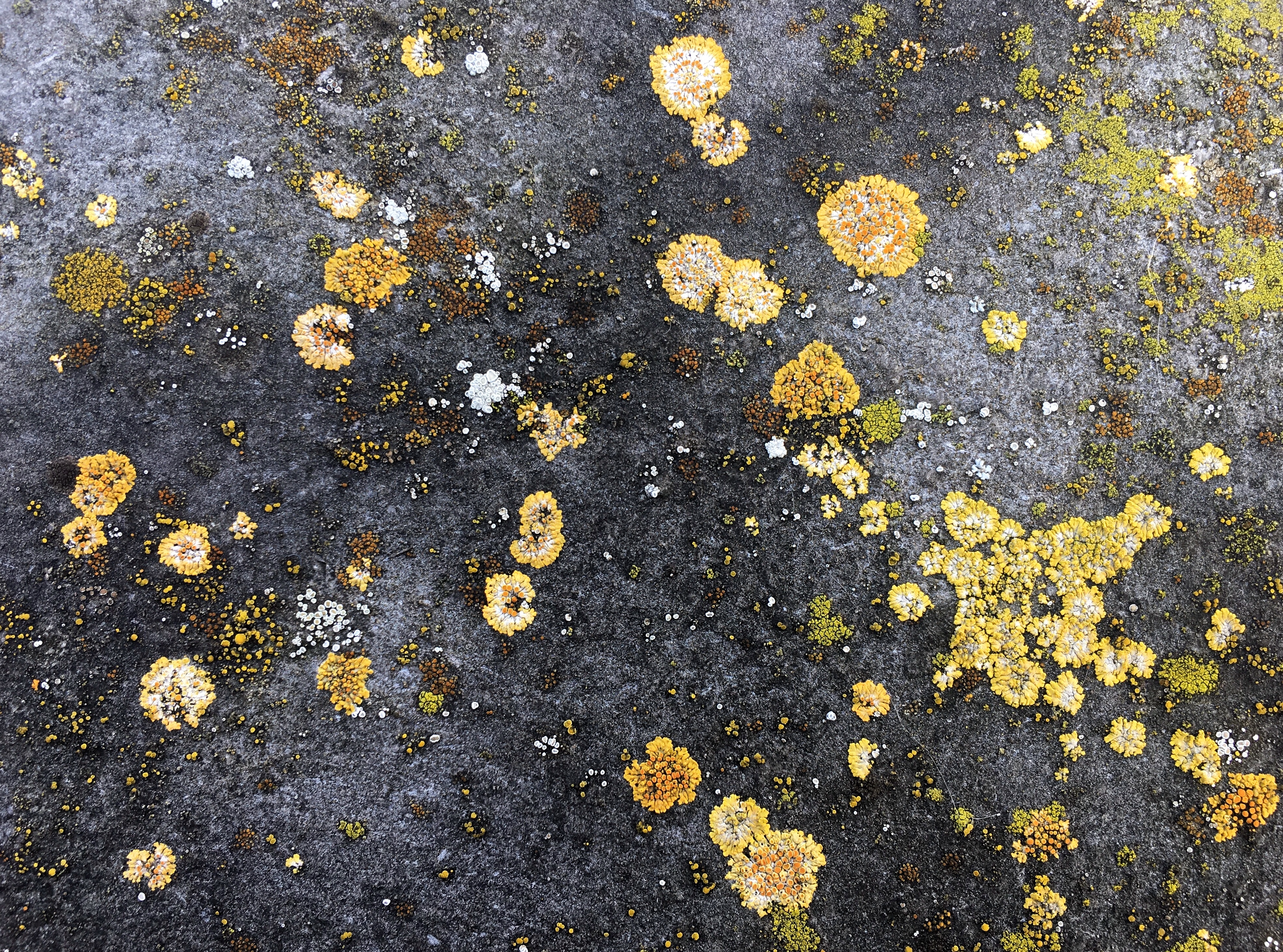
Muurvegetatie van de sinaasappelkorst-associatie
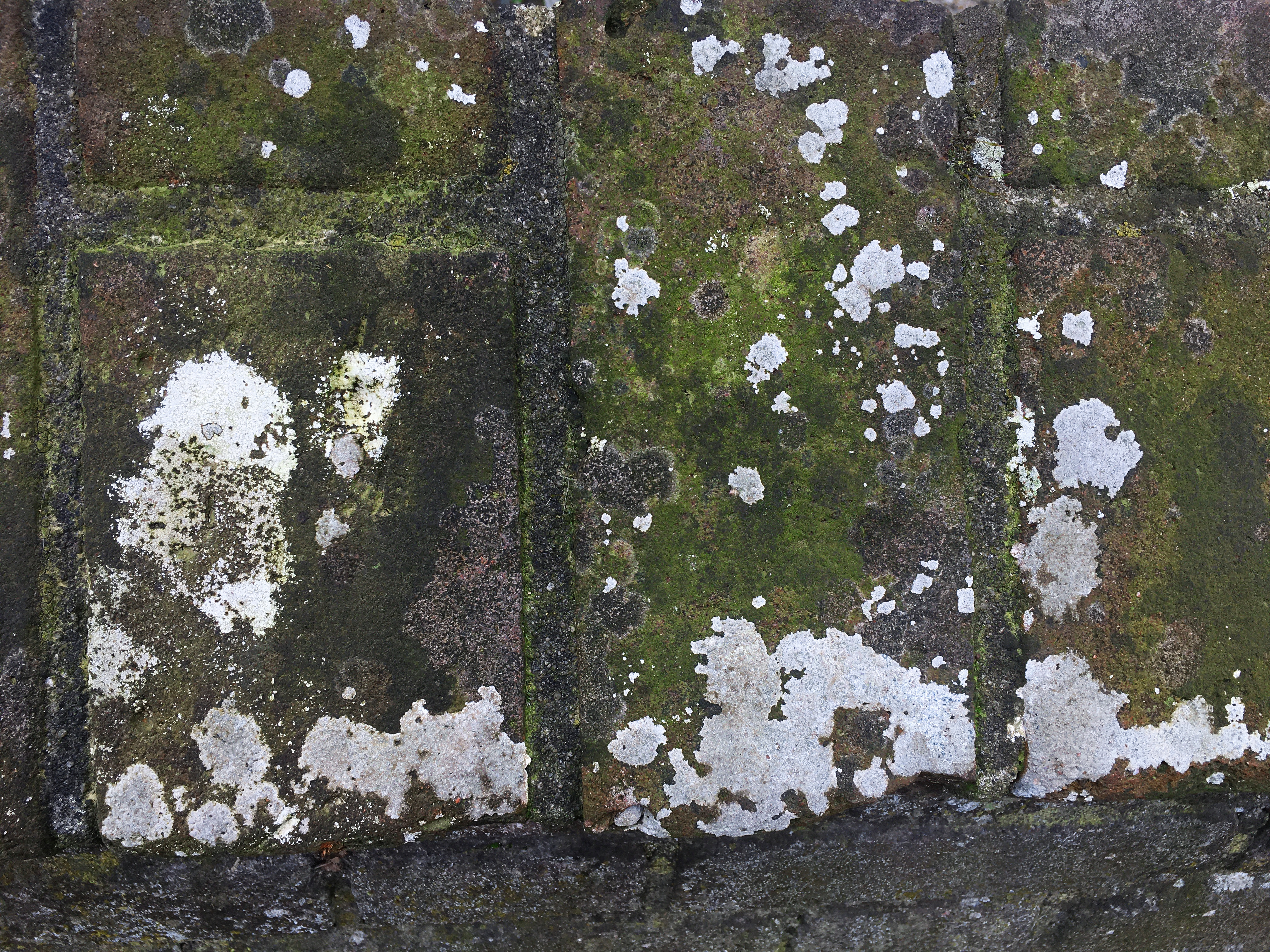
Associatie van dunne blauwkorst
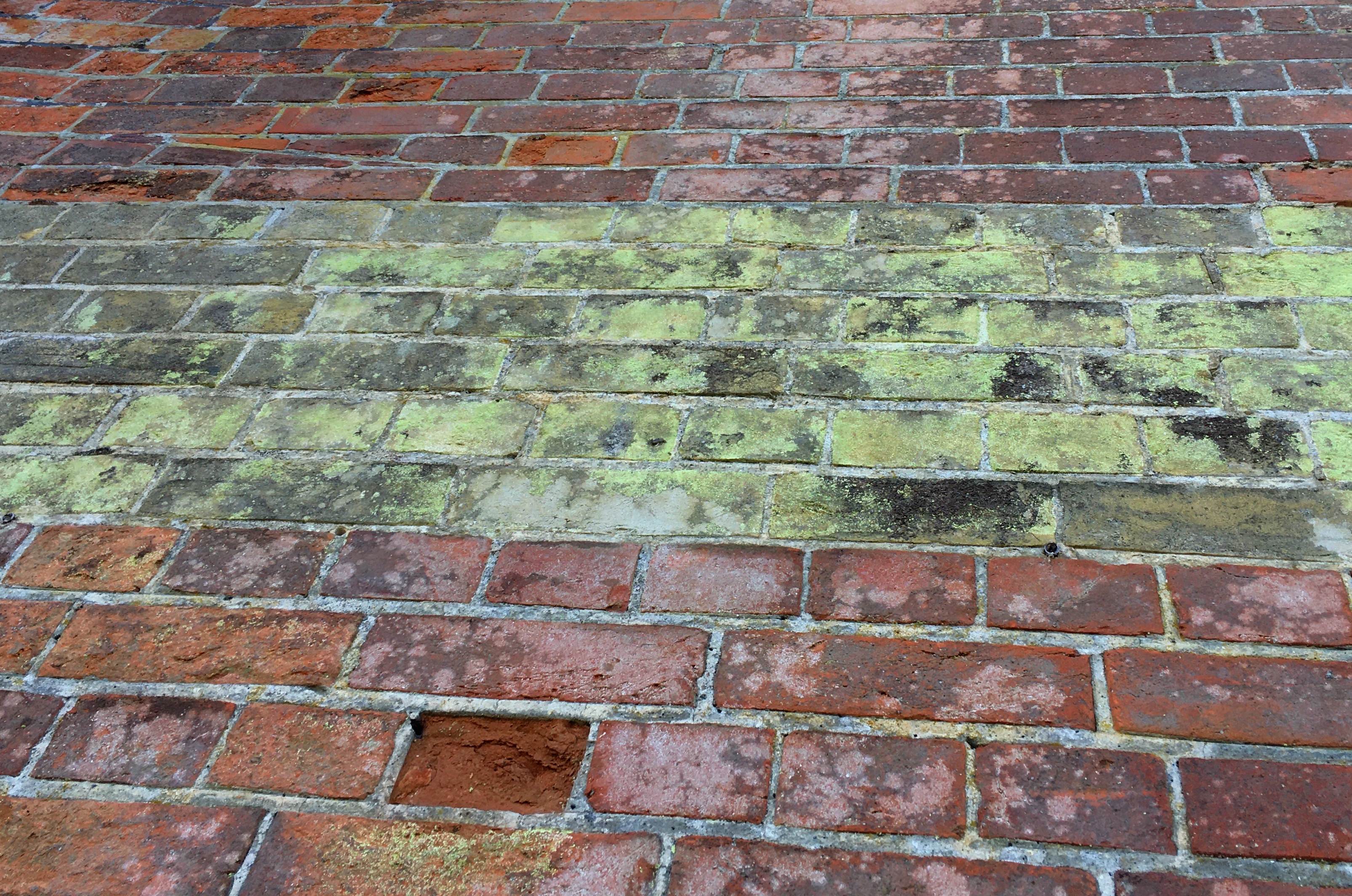
Muurvegetatie met de UV-mos-associatie
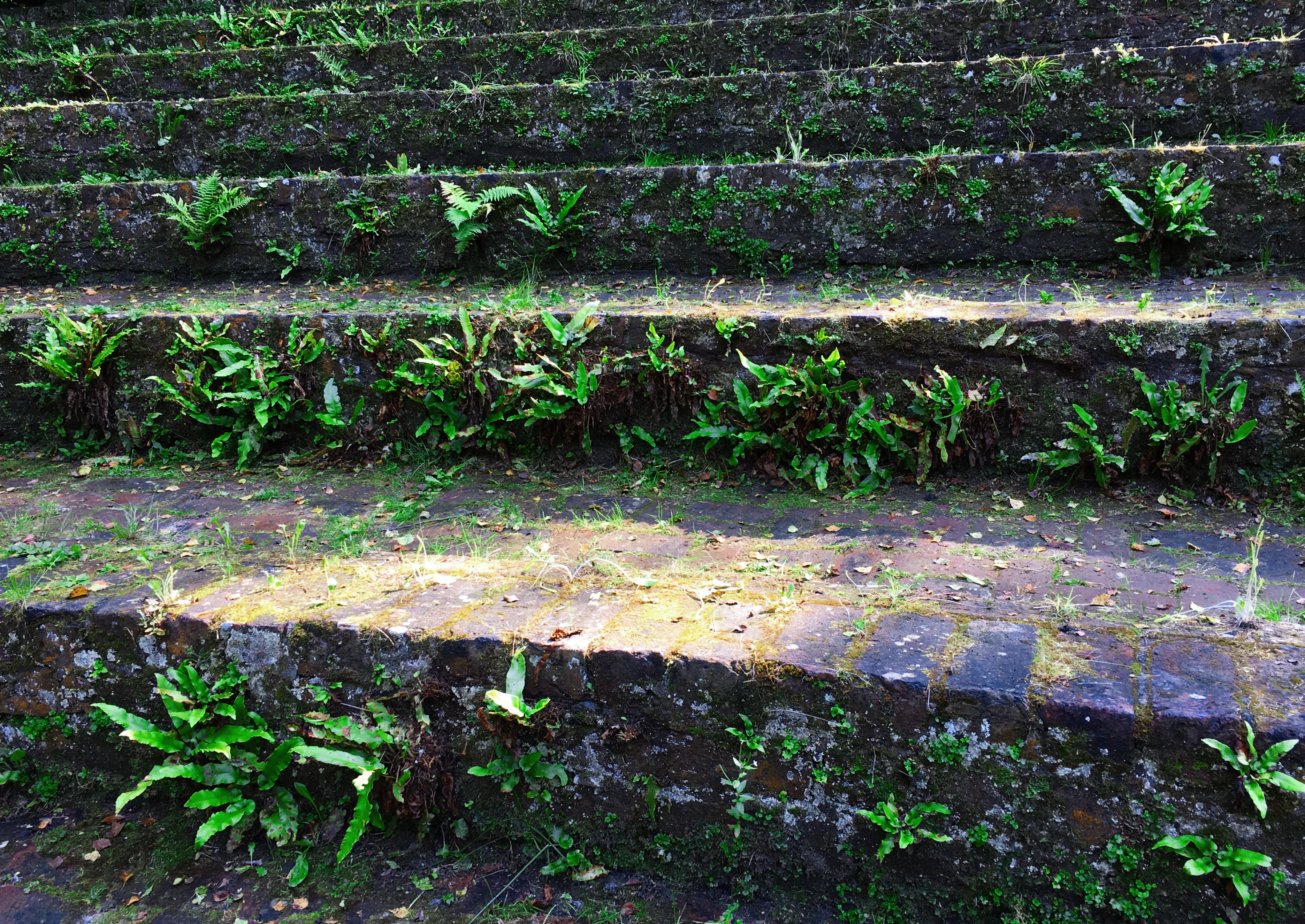
Tongvaren-associatie (Filici-Saginetum)